# Marie-Madeleine Martin
Pour les articles homonymes, voir Marie Martin.
Marie-Madeleine Martin, née le 12 décembre 1914 à Sully-sur-Loire (Loiret) et morte le 7 mai 1998 à La Chapelle-d'Angillon (Cher), est une historienne française d'extrême droite.

## Biographie

### Jeunesse
Elle fut initiée à la discipline historique par son père, Louis Martin, journaliste royaliste, ami de Charles Maurras et de Léon Daudet, et historien de sa ville, Sully-sur-Loire. Elle décrit l'atmosphère dans laquelle elle a été élevée dans un petit livre qu’elle lui a dédié, Louis Martin (1884-1971).
Marie-Madeleine Martin est reçue à l’École nationale des chartes en 1939 dont elle ne suit les cours que deux ou trois ans, sans soutenir de thèse et donc sans obtenir le diplôme d'archiviste paléographe. C'est pendant cette période qu'elle publie son premier livre, Aspects de la renaissance française sous Henri IV, qui obtient, sur manuscrit, le prix Sully-Olivier de Serres puis, une fois publié chez Plon est couronné par l’Académie française en 1944.
En 1942, elle entreprend la rédaction de l’Histoire de l’idée de patrie en France qui, sous le titre d’Histoire de l’unité française sera publiée, six ans plus tard, en Suisse, les éditeurs français sollicités ayant exigé la suppression du chapitre final consacré à Charles Maurras, alors en prison. C’est cependant cet ouvrage auquel l’Académie française décernera l’année suivante le Grand prix Gobert, attribué à une femme pour la première fois depuis sa fondation en 1834.

### Écrivain
Elle publie ensuite Le « Génie » des femmes en 1950, Sully le Grand en 1959, Le Roi de France ou les grandes journées qui ont fait la monarchie en 1963, Les Doctrines sociales en France et l’évolution de la société française du XVIIIe siècle à nos jours la même année, Le Latin immortel en 1971.
On lui doit aussi une Histoire de France racontée aux enfants (1948) afin, écrit-elle dans la préface du livre, « que les enfants, à l’âge où ils s’intéressent surtout aux contes, s’initient à l’Histoire de leur pays comme à une merveilleuse aventure et que les héros réels leur deviennent familiers à la façon des personnages féeriques qui leur sont chers », ainsi qu’une Petite histoire de la colonisation française (1955), car « dans une époque où les peuples se déchirent si cruellement, c’est avec une grande émotion et une grande fierté que les Français doivent relire le message de sagesse et de pitié humaines inscrit par leurs ancêtres sur tous les points du vaste monde ».

### Origines d'une vocation
Dans Je suis historien, paru en 1978, Marie-Madeleine Martin évoque les influences qui, après celle de son père, se sont exercées sur elle et l’ont conduite à définir le sens exact et la portée de sa vocation. C’est d’abord le grand historien suisse, Gonzague de Reynold, auteur de La Formation de l’Europe, qui, par sa culture mi-latine, mi-germanique, détruisit définitivement en elle tout préjugé anti-allemand ; puis le diplomate et historien Pierre de Luz qui, comme tant d’autres avait fui en Suisse la France de la Libération ; le critique belge Drion du Chapois, qui classera la lecture de Sully le Grand parmi « les plus beaux souvenirs, les plus fortes émotions de [sa] longue carrière. D’emblée, écrira-t-il, j’en ai classé l’auteur aux côtés de Fustel de Coulanges, d’Albert Sorel, de Taine » ; et enfin Charles Maurras dont elle revendiqua toujours l’honneur d’être le disciple et qui lui avait écrit, après la lecture de l’Histoire de l’Unité française : « [...] C’est le plus orthodoxe des livres (ajoutant en marge : Bien entendu, orthodoxe signifie… le juste honneur rendu à l’action généreuse et singulière des Rois fondateurs). Et c’est aussi le plus ami, je me le dis à chaque instant… Le patient travail de démolition et de reconstruction auquel vous vous êtes livrée sur l’idée de l’unité nationale vous a récompensée de ce dévouement désintéressé qui veut la certitude, ne se rend qu’à son évidence et n’épargne rien pour les posséder [...]. »

### Éditrice
En 1949, elle fonde la maison d’édition Reconquista (puis les Éditions du Conquistador), dont l’administration va « lui devoir des difficultés et des combats épiques, mais qui lui permettront de comprendre les ressorts cachés du monde des lettres contemporain. » Elle consacre à ce monde des lettres un pamphlet en 1970.

## Son intérêt pour Sully
Sully-sur-Loire, La Chapelle-d'Angillon qu’elle habita et restaura, tout ramenait la jeune femme à cette famille de Sully qu’elle étudia. Il y avait eu, au XIIIe siècle, Maurice de Sully, le petit paysan devenu évêque, puis archevêque de Paris, qui conçut le plan de Notre-Dame ; puis son neveu Eudes qui commença la construction de la reine des cathédrales, mais aussi Henri de Sully qui imagina le plan primitif de celle de Bourges. La dernière descendante de cette famille, Marie, épousa en 3e noces Charles d’Albret et mourut au château de Pau en 1421, dans ce même château où, en 1553 devait naître le futur Henri IV, « l’un des plus grands rois de France [qui sera] soutenu dans sa tache par un ministre admirable qui relèverait, lui, ce nom de Sully, que Marie avait perdu ».
Enfin, parallèlement à l’étude de cette famille et fidèle à l’esprit européen de son maître et ami Gonzague de Reynold, Marie-Madeleine Martin consacra deux livres à Othon de Habsbourg, prince d’Occident et à Baudouin Ier et la Belgique.

## Publications

### Ouvrages concernant l’histoire de France
- Histoire de l’Unité française (ou L’idée de patrie en France des origines à nos jours), Éditions du Conquistador, 1949, puis P.U.F., 1982[4].
- Les Doctrines sociales en France et l’évolution de la société française du XVIIIe siècle à nos jours, Éditions du Conquistador, 1963.
- Le Roi de France ou les grandes journées qui ont fait la monarchie, la Table Ronde, 1963.
- Présence de Jeanne d’Arc.Éditions du Conquistador, 1951.
- Saint Vincent de Paul et les Grands.
- Le Secret des premiers Capétiens, O.E.I.L., 1983.
- Mariage du Prince Henri de France et les enseignements aux dauphins par les rois de France, Éditions du Conquistador, 1957.

### Ouvrages concernant Sully
- Aspects de la renaissance française sous Henri IV, Plon, 1943.
- Sully-le-Grand, l’ami du roi, Éditions du Conquistador, 1959.
- Un grand évêque d’Occident, Maurice de Sully, Reconquista, 1973[5].
- Pour la résurrection de château de Sully-sur-Loire, André de Rache, 1965.
- Henrichemont, la ville du grand Sully et l’extraordinaire destin de la principauté de Boisbelle; Société de presse berrichonne, 1969, puis Éditions Résiac, 1977.
- Les grandes ombres du château de Béthune, à la Chapelle d’Angillon, du XIe au XVIIIe siècle.
- Histoire inédite du château de Sully-sur-Loire; Éditions de l'Étoile, 1973.
- Souvenirs de dix années au château de Béthune.

### Essais, Contes
- Le « Génie » des femmes, Éditions du Conquistador, 1950.
- Contes de chevalerie, Éditions Monjoie, 1948.
- Trois Contes, préface de Jean de La Varende, Éditions du Conquistador, 1948.
- La Vie de Sigismond Malatesta, préface de Henry de Montherlant, Éditions du Conquistador, 1951.
- Morceaux choisis de l’œuvre de Robert Brasillach, Pierre Cailler, 1949.
- Le Latin immortel, D.P.F., 1971.
- Louis Martin, mon père (1884-1971)  1972.
- Charles De Gaulle cité au tribunal de l’Histoire en l’année Saint Louis, , Éditions Reconquista, 1971.
- Je suis historien, suivi de l'Histoire en France des origines à nos jours, Éditions Reconquista, 1978.
- Sainte Véronique et le culte de la Sainte Face, O.E.I.L., 1990.
- La Varende et moi, Présence de La Varende, 1996.

### Ouvrages sur l’histoire européenne
- Othon de Habsbourg, prince d’Occident.
- Baudouin Ier et la Belgique, Flammarion, 1964.
- Les Français auront-ils un roi espagnol ? précédé de La France et l’Espagne à travers les âges, O.E.I.L., 1983.

### Livres pour enfants
- Histoire de France racontée aux petits enfants, avec des illustrations de Pierre Dardel, Éditions du Conquistador, 1948.
- Petite histoire de la colonisation française avec des illustrations de Pierre Dardel, Éditions du Conquistador, 1955.
- Petite histoire de la colonisation française avec des illustrations de Pierre Dardel, Éditions du Conquistador, 1955.

### Pamphlets
- Lettre ouverte à quelques-uns sur les secrets honteux du monde des lettres.
- De la foire aux fonctionnaires à la France totalitaire, Éditions de l'Étoile, 1970.

## Discographie
- Survol de l’épopée française d’outre-mer à travers les âges.
- Un château français dans ses campagnes (2 x 33 tours).